# Šalinci
Šalinci – wieś w Słowenii, w gminie Ljutomer. W 2018 roku liczyła 188 mieszkańców.